# تاج‌گذاری ناپلئون
تاج‌گذاری ناپلئون (به فرانسوی: Le Sacre de Napoléon) اثری است در سبک نئوکلاسیک از ژاک لوئی داوید، نقاش رسمی دربار ناپلئون که در سال ۱۸۰۶ میلادی، در اندازه تقریبی ده متر در شش متر با رنگ روغن بر روی بوم خلق شد. تابلو لحظه تاج‌گذاری ناپلئون بناپارت بر تخت پادشاهی فرانسه را نشان می‌دهد.
این تابلو هم‌اکنون تحت مالکیت موزه لوور قرار دارد.

## تاریخچهٔ اثر
این اثر هنری را ناپلئون در سپتامبر سال ۱۸۰۴ سفارش داد. عنوان اصلی آن تقدیس امپراتور ناپلئون اول و تاجگذاری ملکه ژوزفین در کلیسای نوتردام پاریس در دوم دسامبر ۱۸۰۴ است.
ژاک لویی داوید کار بر روی این نقاشی را در تاریخ ۲۱ دسامبر ۱۸۰۵ در کلیسای سابق کالج کلونی در نزدیکی سوربن که از آن به عنوان کارگاه استفاده می‌شد، آغاز کرد و در ژانویه ۱۸۰۸ با همکاری هنرآموز خود، جرج راگت آن را به پایان رساند.
از ۷ فوریه تا ۲۱ مارس ۱۸۰۸، این اثر هنری در سالن نمایش نقاشی سالانهٔ ۱۸۰۸ به نمایش درآمد و در سال ۱۸۱۰ برای شرکت در مسابقهٔ جایزهٔ ده سالانهٔ سالن ارائه شد. نقاشی سال‌ها جز اموال داوید باقی ماند تا در سال ۱۸۱۹ به موزهٔ پادشاهی منتقل و در انبار موزه نگهداری شد و سرانجام در سال ۱۸۳۷ به دستور شاه لویی فیلیپ در تالار ساکر موزهٔ کاخ ورسای نصب شد. در ۱۸۸۹ در نهایت تابلو از کاخ ورسای به موزهٔ لوور منتقل شد.
کارآفرینان آمریکایی در سال ۱۸۰۸ بلافاصله پس از انتشار نسخهٔ اصلی به داوید مأموریت دادند که کپی دقیق نقاشی را در سایز اصلی بکشد. او همان سال با استفاده از حافظه‌اش شروع به کار کرد، اما کار تا سال ۱۸۲۲ که در بروکسل در تبعید بود، کار به اتمام نرسید. کپی اثر در نهایت در ۱۹۴۷ در مجاورت تابلوی اصلی در کاخ ورسای قرار گرفت.
این اثر منشأ خلق نقاشی دیگری با عنوان مشاهدهٔ عمومی 'تاجگذاری' داوید در لوور، اثر لوییس لئوپلد بویلی است. نقاشی اخیر در سال ۱۸۱۰ به پایان رسید و در حال حاضر در موزه متروپولیتن نیویورک قرار دارد.

## ترکیب‌بندی

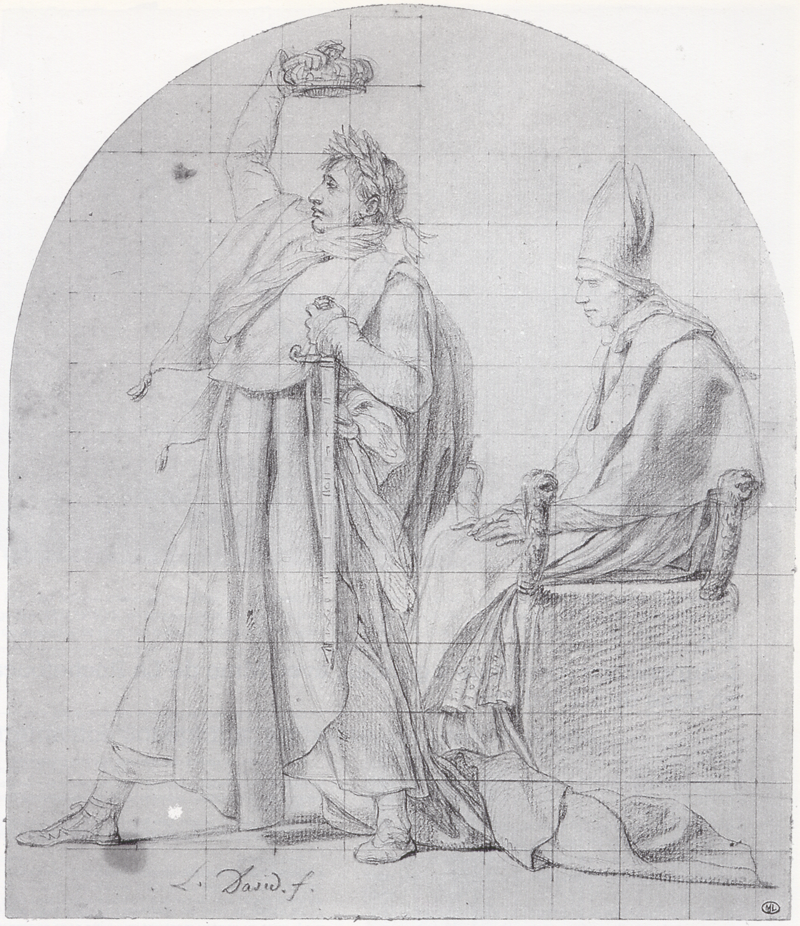
طرح اولیهٔ امپراتور ناپلئون در حال قرار دادن تاج بر سر خود. نقاش داوید. محل نگهداری موزهٔ لوور

ترکیب‌بندی حول چند محور سازماندهی شده و قوانین نئوکلاسیسیسم را در بر می‌گیرد. یک محور از گوشه می‌گذرد و گرایش عمودی دارد. همهٔ چشمها به سمت ناپلئون که در مرکز ترکیب است، برگشته‌اند.

خطی مورب از پاپ به سوی ملکه ادامه می‌یابد.

## شخصیت‌ها
۱. ناپلئون اول (۱۷۶۹–۱۸۲۱) در ردای تاجگذاری که مانند امپراطورهای روم است، ایستاده. دیگران صرفاً تماشاچیان منفعل هستند. در نقاشی اصلی طرح کلی آنچه در اصل کشیده شده‌است، قابل دیدن است: ناپلئون تاج را بالای سرخود چنان‌که بخواهد روی سرش قرار دهد، نگاه داشته‌است.
۲. ژوزفین بوهارنه (۱۷۶۳–۱۸۱۴) همانگونه که در قانون مدنی فرانسه آمده، با فروتنی زانو زده‌است. اما او تاج را از دست همسرش دریافت می‌کند نه پاپ. در این تصویر لباس او با ابریشم تزیین شده‌است.

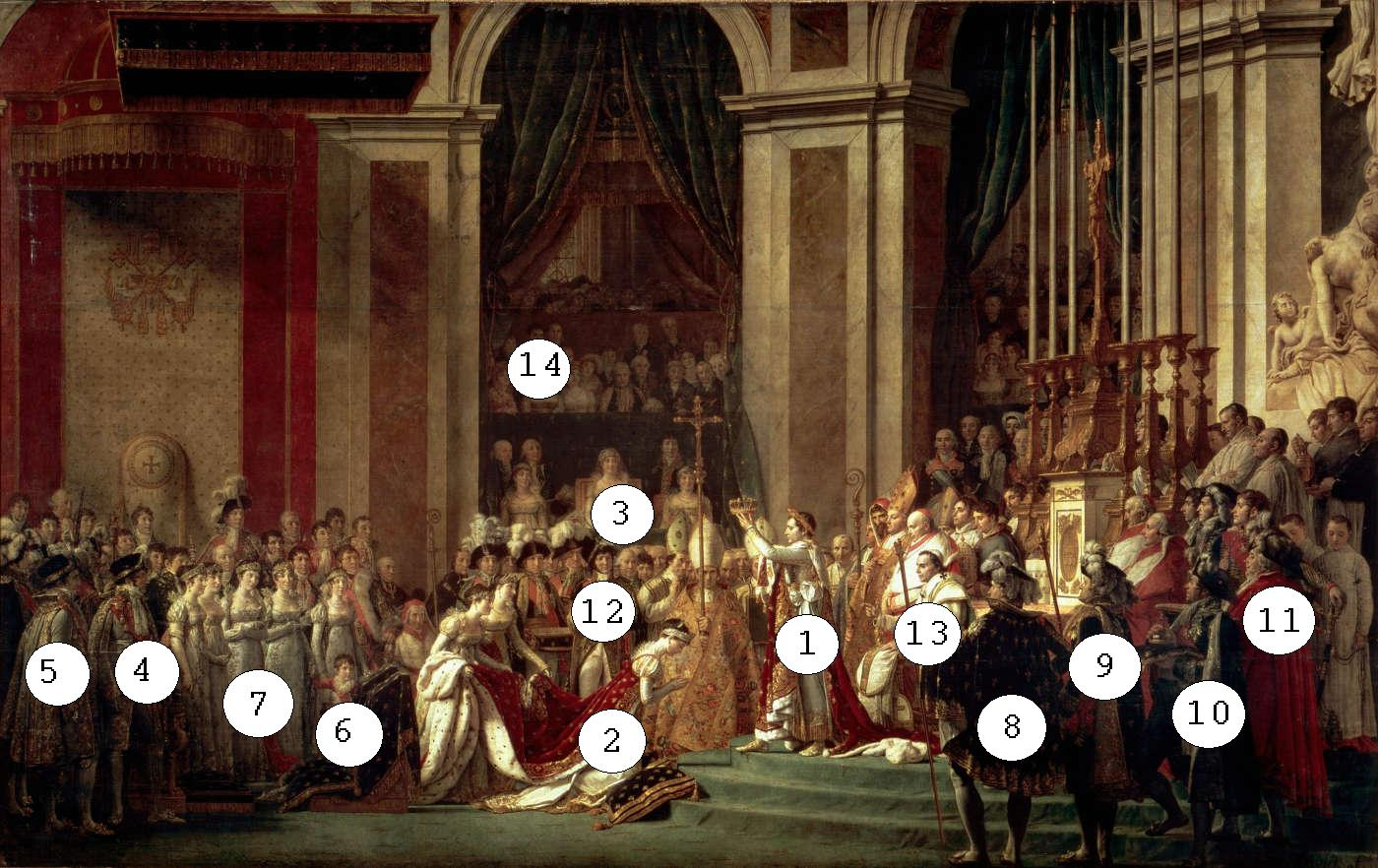
شخصیت‌ها در نقاشی

۳. ماریا لتزیا رومولینو (۱۷۵۰–۱۸۳۶) هر چند مادر ناپلئون در اعتراض به اختلاف ناپلئون با برادرانش لوسین و جوزف هرگز در این مراسم شرکت نکرده بود، اما نقاش او را در غرفه‌ها قرار داده‌است. در این نقاشی او در جایی مهم‌تر از پاپ قرار دارد.
۴. لویی بناپارت (۱۷۷۸–۱۸۴۶) در ابتدای امپراتوری در سال ۱۸۰۶ عنوان کنسولگری اعظم، پادشاه هلند، را دریافت کرد. او با هورتنس دو بهارنیس، دختر ژوزفین ازدواج کرد.
۵. ژوزف بناپارت (۱۷۶۸–۱۸۴۴) به دلیل مشاجره با ناپلئون به این مراسم دعوت نشد و در آن حضور نداشت. مادرش هم به همین دلیل در مراسم شرکت نکرد. پس از تاجگذاری، او عنوان شاهزادهٔ امپراتوری را دریافت کرد. سپس در سال ۱۸۰۶ پادشاه ناپل و در ۱۸۰۸ پادشاه اسپانیا شد.
۶. ناپلئون چارلز بناپارت جوان (۱۸۰۲–۱۸۰۷) پسر لویی بناپارت و هورتنس دو بهارنیس بود.
۷. خواهر ناپلئون. در کپی‌برداری از اثر، لباس خواهر مورد علاقهٔ ناپلئون صورتی است. این مورد تنها تغییر در کپی اثر است که نقاش با استفاده از حافظه اش کشید.
۸. چارلز-فرانسوا لبرن (۱۷۳۹–۱۸۲۴) کنسول سوم، در کنار ناپلئون و کامبرسرز قرار گرفته‌است. در امپراتوری اول، او در جایگاه شاهزاده آرکیتروسیر قرار داشت. در این تصویر، او عصای سلطنتی را نگه داشته‌است.
۹. ژان ژاک رگی دو کامبرسرز (۱۷۵۳–۱۸۲۴) شاهزادهٔ قهرمان امپراتوری بود.

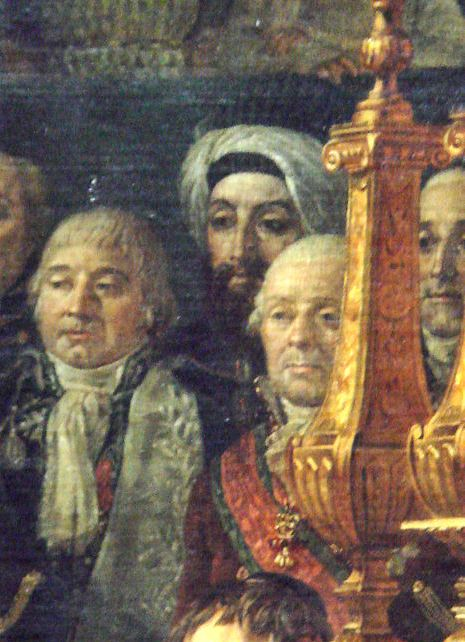
حالت افندی، سفیر عثمانی در تاجگذاری ناپلئون

۱۰. لویی الکساندر برتیر (۱۷۵۳–۱۸۱۵) وزیر جنگ تحت نظر کنسولگری و مارشال امپراتور در سال ۱۸۰۵ بود. در این تصویر او یک گوی را که در بالای آن صلیبی قرار گرفته، نگه داشته‌است.
۱۱. تالیران (۱۷۵۴–۱۸۳۶) از ۱۱ ژوئیه ۱۸۰۴، پیشکار اعظم بود.
۱۲. ژواکیم مورات (۱۷۶۷–۱۸۱۵) مارشال امپراتوری، پادشاه ناپل پس از سال ۱۸۰۸، برادر همسر ناپلئون و شوهر کارولین بناپارت بود.
۱۳. پاپ پیوس هفتم (۱۷۴۲–۱۸۲۳) برای تقدیس تاجگذاری حضور داشت. او توسط روحانیان برجسته‌ای که از زمان پیمان دولت با جماعت مذهبی منصوب شده بودند، احاطه شده‌است. برای اینکه توازن جدید بین کلیسا و حکومت به هم نخورد، پاپ پذیرفت که در این مراسم حضور داشته باشد. طرح‌های اولیه (همان‌طور که آن روزها معمول بود) سوژه‌های (کلیدی) - از جمله پاپ - را بدون لباس نشان می‌داد. لباس‌ها در نقاشی واقعی اضافه شده‌اند. در طرح اولیه پاپ دستانش را بر دامنش گذاشته‌است، اما ظاهراً ناپلئون ادعا می‌کند که پاپ آنجا نبوده که هیچ کاری نکند. بر این اساس، نقاشی او را در حال تدهین نشان می‌دهد.
۱۴. نقاش اثر، ژاک لویی داوید نیز در غرفه‌ها نشان داده شده‌است.
۱۵. حالت افندی، سفیر عثمانی نیز در این مراسم حضور داشت. او در تصویر دقیق تر روبه رو با عمامه‌ای بر سر نشان داده شده‌است.
۱۶. آنتون زخوره، راهب مصری-یونانی و عضو مجمع دانشمندان مصری، با سرپوش و ریش، در میان روحانیان، ایستاده در سمت راست اسقف، رسم شده‌است.
۱۷. الیزابت هلن پیر دو مونتمورنسی لاوال، مادر سیاستمدار سوستنس دوم دولا راشفوکالد، بانوی حامل لباس در جلوی تصویر است. او درست پشت سر ژوزفین، در سمت راست از دید بینندهٔ تابلو، قرار گرفته. وی ملازم دادگاه ژوزفین بود.